# Easy (ordbehandling)
Ordbehandlingsprogrammet Easy var ett enkelt ordbehandlingsprogram inom WordStar-familjen. Programmet utvecklades 1985 av MicroPro och tillhör nu historien.
Easy-programmets filer var redigeringsbara även i WordStar. Även konverteringsprogrammet i WordStar 2000 kunde användas för Easy-filer.
Programmets funktioner styrdes via dels redigeringsmenyer, dels punktkommandon.

## Redigeringsmenyer
Huvudmenyn, som dök upp när programmet startades, hade följande val:
- Textredigering
- Filhantering
- Standardvärden (ändra)
- Utskrift
- Avsluta
- Hjälpkatalog.

Alternativen nåddes genom flytt med hjälp av piltangenterna eller genom att skriva första bokstaven i önskat val. Under varje huvudval kunde sedan mer specificerade val göras.
Textredigering avslutades genom Esc, varvid texten kunde sparas (Lagras). Samtidigt skapades då en backup-kopia av den föregående versionen.

## Funktionsknappar
Av funktionsknapparna kunde två användas: F1 och F2. Med F1 nådde man hjälpfunktionen, med F2 kunde man nå Redigeringsmenyn när man skrev, varvid även funktionen Lagra kunde nås, man kunde också bläddra mellan Redigeringsmeny 1 och 2.
Med Esc fördes man en skärmbild bakåt i taget.
Programmet kunde till viss del manövreras med hjälp av mus, vänster knapp motsvarade Vagnretur och höger knapp motsvarade Esc.

## Punktkommandon
En rad som började med en punkt i första positionen skrevs inte ut. Easy tolkade en sådan rad som ett punktkommando. Ett punktkommando var några redigeringskommandon som inte fanns i redigeringsmenyerna. Punktkommandona bestod av en punkt i pos 1 följt av två bokstäver. Kommandona syntes på skärmen men inte på utskriften.
Exempel på punktkommandon:
.FO placerade en sidfot bestående av en rad längst ned på varje sida (.FO följt av sidfotens text placerade sidfotens text på varje sida).
.HE var motsvarande funktion för sidhuvud. Sidnummer fick man med hjälp av en "spis" (#) på önskad plats.
.OP utelämnade sidnummer
.PA gav sidbyte
.. gav möjlighet att lägga in kommentarer i texten som inte skrevs ut.

## TopView
Easy kunde köras i IBM-programmet TopView, vilket tillät körning av flera olika program samtidigt. Programmet kunde användas för de flesta typer av skrivare som fanns då: matrisskrivare, skrivhjulsskrivare ("daisy-skrivare") och laserskrivare. För anpassning till skrivare fanns ett särskilt program på Installationsdisketten.